# Perymenium
Perymenium är ett släkte av korgblommiga växter. Perymenium ingår i familjen korgblommiga växter.

## Dottertaxa tillPerymenium, i alfabetisk ordning[1]
- Perymenium acuminatum
- Perymenium alticola
- Perymenium asperifolium
- Perymenium basaseachicanum
- Perymenium beckeri
- Perymenium berlandieri
- Perymenium buphthalmoides
- Perymenium chloroleucum
- Perymenium colombianum
- Perymenium cornutum
- Perymenium croceum
- Perymenium cualense
- Perymenium discolor
- Perymenium episcopale
- Perymenium fayi
- Perymenium ghiesbreghtii
- Perymenium glandulosum
- Perymenium globosum
- Perymenium gracile
- Perymenium grande
- Perymenium gymnolomoides
- Perymenium hintonii
- Perymenium hintoniorum
- Perymenium huentitanum
- Perymenium jalapanum
- Perymenium jaliscense
- Perymenium jelskii
- Perymenium klattianum
- Perymenium lancifolium
- Perymenium macrocephalum
- Perymenium mendezii
- Perymenium nicaraguense
- Perymenium oaxacanum
- Perymenium ovatum
- Perymenium oxycarphum
- Perymenium paneroi
- Perymenium pinetorum
- Perymenium pringlei
- Perymenium reticulatum
- Perymenium sedasanum
- Perymenium setosus
- Perymenium stenophyllum
- Perymenium subsquarrosum
- Perymenium tamaulipense
- Perymenium tehuacanum
- Perymenium uxoris
- Perymenium wilburorum
- Perymenium yanezii